# St. Olaf College

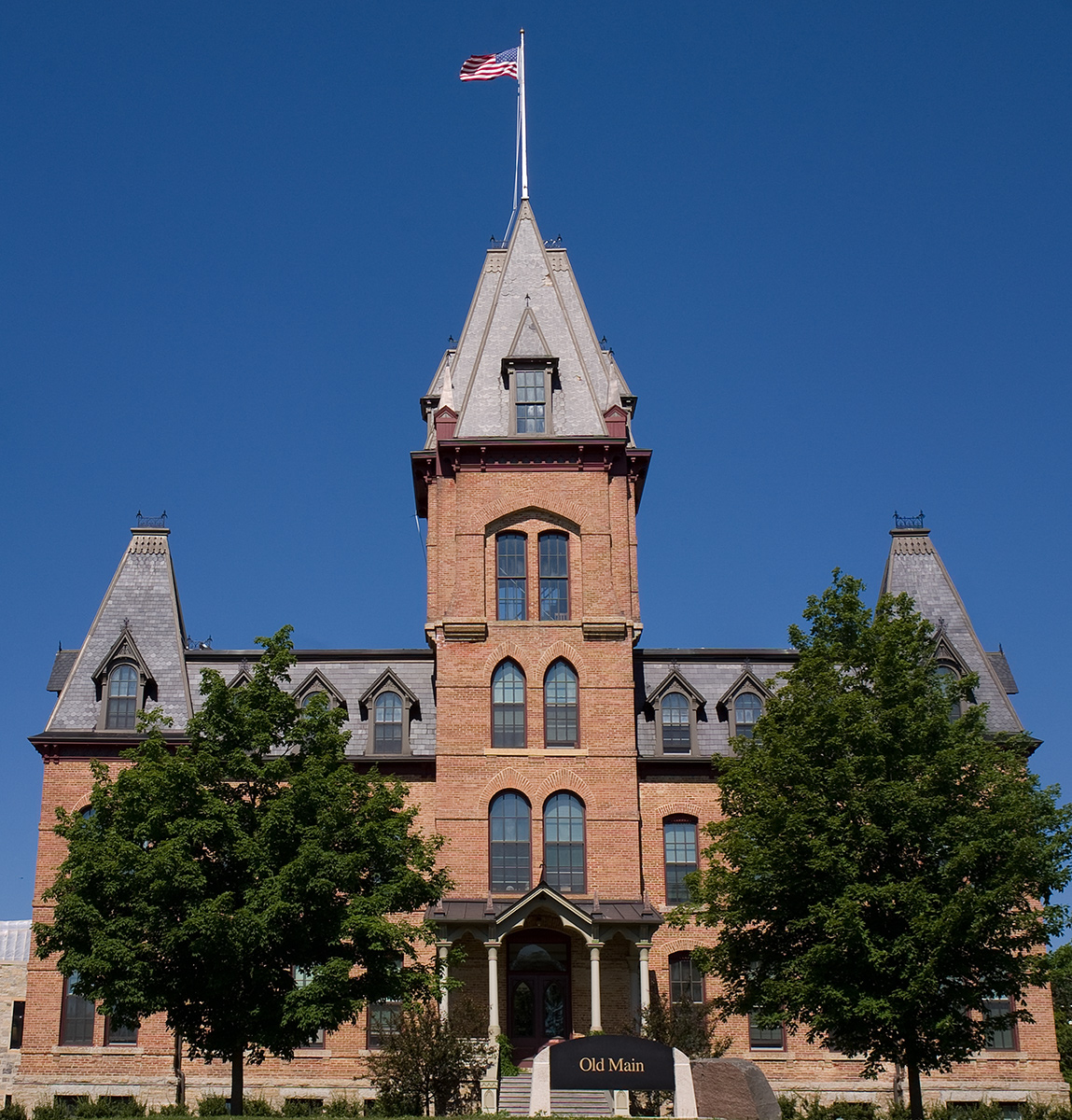
Prédio antigo do St. Olaf College

St. Olaf College é uma faculdade mista privada e residencial de artes liberais em Northfield, Minnesota, nos Estados Unidos. Foi fundada em 1874 por um grupo de pastores imigrantes noruegueses-americanos e agricultores, liderados pelo pastor Bernt Julius Muus. O colégio tem o nome do rei e padroeiro Olavo, o Santo e é afiliada com a Igreja Evangélica Luterana na América.

## História
Muitos imigrantes noruegueses chegaram no Condado de Rice, Minnesota, e a área circundante, no final do século XIX. Quase todos os imigrantes eram cristãos luteranos, que desejavam uma instituição pós-secundária não-secular na tradição luterana que oferecia aulas em todas as disciplinas, tanto em norueguês e inglês. O catalisador para fundar a St. Olaf era o reverendo Bernt Julius Muus, que procurou a ajuda do reverendo N. A. Quammen e H. Thorson. Juntos, eles pediram as suas paróquias e outros para levantar o dinheiro para comprar um lote de terra sobre a qual construíram esta nova instituição. Os três homens conseguiram receber cerca de 10 000 dólares em garantias, e, assim, passaram a formar uma corporação e compraram um lote de terra e quatro edifícios (antigos prédios escolares em Northfield) para acomodações da escola.
St. Olaf, em seguida, chamado de St. Olaf College, foi inaugurada em 8 de janeiro de 1875, originalmente sob a liderança do seu primeiro presidente, Thorbjorn N. Mohn, um graduado da Luther College de Iowa. Herman Amberg Preus, presidente do Sínodo Norueguês, colocou a pedra fundamental da faculdade em 4 julho de 1877. Durante 1887, a Manitou Messenger foi criada como uma revista do campus e evoluiu desde então para o jornal estudantil da faculdade.

## Alunos notáveis
Alunos notáveis da St. Olaf incluem o arquiteto vencedor do Prêmio de Ouro da AIA Edward Sövik '39, o Governador do Estado do Minnesota Al Quie '50, o roteirista premiado com o Oscar Barry Morrow '70, o jornalista ganhador do Prêmio Pulitzer Gretchen Morgenson '76, e os escritores Ole Rolvaag em 1905, Siri Hustvedt '77, e Traci Lambrecht '89 (de P.J. Tracy). O designer de jogos Jonathan Tweet estudou na faculdade. Raffi Freedman-Gurspan graduou-se em 2009 com um Bachelor of Arts em ciência política e norueguesa. Ernest Lawrence, destinatário do Prêmio Nobel de Física de 1939, estudou por um ano na St. Olaf.